# Indogarypinus minutus
Genre
Espèce
Indogarypinus minutus, unique représentant du genre Indogarypinus, est une espèce de pseudoscorpions de la famille des Garypinidae.

## Systématique
L'espèce Indogarypinus minutus et le genre Indogarypinus ont été créés en 1977 par les arachnologistes indiens V. A. Murthy & Taracad Ananthakrishnan (d).

## Distribution
Cette espèce est endémique du Tamil Nadu en Inde. Elle se rencontre dans les environs de Mahabalipuram.

## Publication originale
- Murthy & Ananthakrishnan, 1977 : « Indian Chelonethi ». Oriental Insects Monograph, vol. 4, p. 1-210.